# 美里村 (沖縄県)

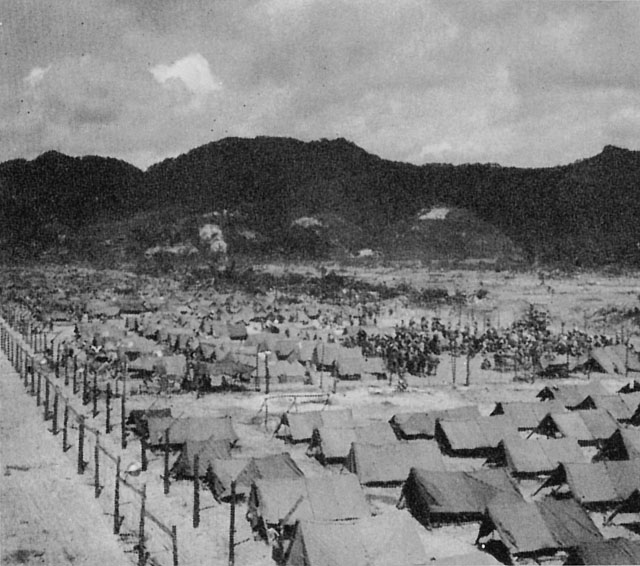
沖縄における収容所

美里村（みさとそん）は沖縄県中頭郡にあった村。
1974年にコザ市と合併、沖縄市となり消滅。村役所は美里に置かれ、合併後は沖縄市役所美里支所、第二庁舎、美里出張所と名称と場所を変えたが、2004年で廃止された。

## 歴史
- 1666年　越来間切から美里間切が分立する。
- 1908年　「沖縄県及島嶼町村制」の施行により美里村となる。
- 1945年4月 沖縄戦で米軍は住民を各地の収容所に収容する。
- 1945年8月　各地の収容所の代表が美里村字石川の収容所（石川市）に招集され、沖縄諮詢会が設立される。
- 1945年9月　沖縄諮詢会がまとめた「地方行政緊急措置要綱」に基づき、美里村北部は字石川の収容所を中心として石川市となり、美里村南部は具志川村字前原の収容所（前原市・1992年から2010年まで存在した福岡県前原市とは無関係）や勝連半島を包括する平安座市の一部となった。
- 1946年 前原市が廃止される。沖縄諮詢会が置かれていた石川市は存続し、北部を除く形で再び美里村が自治体として歩み始める。
- 1974年4月1日　コザ市と合併、沖縄市が誕生。

丸括弧内は米軍が主要な収容所を市として扱ったときの名称で、太字は沖縄諮詢会がまとめた「地方行政緊急措置要綱」に基づいて発足した市の名称である。

## 隣接していた自治体

### 戦前（1908年 - 1945年）
- 越来村
- （中頭郡）具志川村（現在のうるま市）
- 恩納村
- 金武村（現在の金武町）
- 中城村（隣接する地域は現在の北中城村）

### 戦後（1945年 - 1974年）
- コザ市（現在の沖縄市、1956年6月まで越来村）
- 具志川市（現在のうるま市、1968年6月までは中頭郡具志川村だった）
- 石川市（現在のうるま市）
- 北中城村

## 現在の沖縄市美里地域
合併後は旧コザ市とともに発展し、米軍基地の返還や海岸の埋め立てで急速に発展した。人口も旧コザ市を上回るようになり、裁判所や保健所などの沖縄本島中部をカバーする国や県の公共機関や市の消防本部や水道局なども移転してきた。1987年に行われた国体（海邦国体）ではメーン会場にもなった。

### 教育
高等学校
- 沖縄県立美里高等学校
- 沖縄県立美里工業高等学校

中学校
- 沖縄市立美里中学校
- 沖縄市立宮里中学校
- 沖縄市立美東中学校
- 沖縄市立沖縄東中学校

小学校
- 沖縄市立美里小学校
- 沖縄市立宮里小学校
- 沖縄市立美東小学校
- 沖縄市立北美小学校
- 沖縄市立美原小学校
- 沖縄市立高原小学校
- 沖縄市立泡瀬小学校

学校教育以外の施設
- 沖縄職業能力開発大学校（愛称：沖縄ポリテクカレッジ）（職業能力開発促進法に基づく職業能力開発大学校）

### 交通
道路
- 沖縄自動車道
  - 沖縄北インターチェンジ
- 国道329号
  - 石川バイパス
- 沖縄県道74号沖縄嘉手納線（主要地方道）
- 沖縄県道75号沖縄石川線（主要地方道）
- 沖縄県道85号沖縄環状線（主要地方道）
- 沖縄県道16号線
- 沖縄県道20号線
- 沖縄県道22号線
- 沖縄県道26号線
- 沖縄県道33号具志川沖縄線
- 沖縄県道36号線
- 沖縄県道224号具志川環状線
- 沖縄県道227号沖縄県総合運動公園線
- 沖縄県道255号石川池原線（石川バイパス開通前の旧国道329号）

路線バス
- 21番・新都心具志川線（琉球バス交通）
- 23番・具志川線（琉球バス交通）
- 27番・屋慶名（大謝名）線（琉球バス交通・沖縄バス）
- 30番・泡瀬東線（東陽バス）
- 31番・泡瀬西線（東陽バス）
- 52番・与勝線（沖縄バス）
- 61番・前原線（沖縄バス）
- 62番・中部線（琉球バス交通）
- 63番・謝苅線（琉球バス交通）
- 75番・石川北谷線（琉球バス交通）
- 77番・辺野古経由名護東線（沖縄バス）
- 80番・与那城線（沖縄バス）
- 90番・知花（バイパス）線（琉球バス交通）
- 111番・高速バス（琉球バス交通・沖縄バス・那覇バス・東陽バス4社共同運行）
- 113番・具志川空港線（琉球バス交通）　沖縄南IC以南は沖縄自動車道利用
- 123番・石川空港線（琉球バス交通）　沖縄南IC以南は沖縄自動車道利用
- 127番・屋慶名（高速）線　（沖縄バス）　沖縄南IC以南は沖縄自動車道利用
- 223番・具志川おもろまち線（琉球バス交通）
- 227番・屋慶名おもろまち線（琉球バス交通・沖縄バス）
- 263番・謝苅おもろまち線（琉球バス交通）
- 290番・知花おもろまち線（琉球バス交通）

### 主要公共施設
- 那覇地方裁判所沖縄支部
  - 那覇家庭裁判所沖縄支部
  - 沖縄簡易裁判所
- 那覇地方検察庁沖縄支部
  - 沖縄区検察庁
- 那覇地方法務局沖縄支局
- 沖縄税務署
- 沖縄県中部福祉保健所
- 中城海上保安署
- 沖縄県総合運動公園（1987年国民体育大会主会場）
- 沖縄市消防本部
- 沖縄市水道局

### 主要施設
- 東南植物楽園